# Pintalia fasciatipennis
Pintalia fasciatipennis är en insektsart som beskrevs av Stsl 1862. Pintalia fasciatipennis ingår i släktet Pintalia och familjen kilstritar. Inga underarter finns listade i Catalogue of Life.